# Schloss Gjaidhof
Schloss Gjaidhof är ett slott i Österrike.   Det ligger i distriktet Graz-Umgebung och förbundslandet Steiermark, i den östra delen av landet, 160 km sydväst om huvudstaden Wien. Schloss Gjaidhof ligger 328 meter över havet.
Terrängen runt Schloss Gjaidhof är platt. Runt Schloss Gjaidhof är det ganska tätbefolkat, med 124 invånare per kvadratkilometer.. Närmaste större samhälle är Graz, 13,9 km norr om Schloss Gjaidhof. 
Trakten runt Schloss Gjaidhof består till största delen av jordbruksmark.